# Euphyia concolor
Euphyia concolor är en fjärilsart som beskrevs av Louis Beethoven Prout. Euphyia concolor ingår i släktet Euphyia och familjen mätare. Inga underarter finns listade i Catalogue of Life.